# Rafał Mohr
Rafał Mohr (ur. 3 maja 1975 w Bytowie) – polski aktor filmowy i teatralny.

## Życiorys
Ma dwoje rodzeństwa, Krzysztofa i Małgorzatę.
W 1994 ukończył naukę w Zespole Szkół Ogólnokształcących w Bytowie. W 1998 ukończył studia na Wydziale Aktorskim Akademii Teatralnej w Warszawie. Karierę aktorską rozpoczął od wygranego przesłuchania do głównej roli w filmie Władysława Pasikowskiego Słodko gorzki. W sezonie 1998–1999 występował w Teatrze Polskim w Warszawie. W 1998 dostał Nagrodę im. Aleksandra Bardiniego dla najlepszego absolwenta Akademii Teatralnej. 6 czerwca 1998 zadebiutował w teatrze w roli Joasa w Sędziach Stanisława Wyspiańskiego w Teatrze Polskim w Warszawie.
Od 11 września do 2 października 2015 brał udział w czwartej edycji programu Dancing with the Stars. Taniec z gwiazdami emitowanego w telewizji Polsat, w parze z Niną Tyrką odpadł w czwartym odcinku, zajmując 8. miejsce.

## Filmografia
- 1996: Słodko gorzki jako Mateusz Mat Hertz
- 1997: Wojenna narzeczona jako mężczyzna (odc. 4)
- 1997: Sława i chwała jako Romek Kozłowski (odc. 5)
- 1997: Czas zdrady jako Tonino
- 1997: Kroniki domowe jako Jojo
- 1997: Musisz żyć jako narkoman
- 1997–1998: Z pianką czy bez jako Rysio
- 1999: Policjanci jako Suchy (odc. 10)
- 1999: Egzekutor jako Alex Chomicz
- 1999–2000: Graczykowie jako Rafał Graczyk
- 1999: Operacja „Koza”
- 1999: Pierwszy milion jako współaresztant Kurtza i Pikiego
- 2000: 13 posterunek 2 jako Kreatywny (odc. 31)
- 2000: Egoiści jako młody
- 2001: Przeprowadzki jako czerwonoarmiejec (odc. 6)
- 2001: Wiedźmin jako Tailles
- 2002: Wiedźmin jako Tailles (odc. 9, 10 i 12)
- 2002: Sfora jako dealer narkotyków (odc. 3)
- 2002: Świat według Kiepskich jako kamerzysta Czesio (odc. 108)
- 2009: Na dobre i na złe jako kibic (odc. 90); Liliana (odc. 379)
- 2002: Julia wraca do domu jako asystent Alexego
- 2002: Pianista jako policjant żydowski na Umschagplatzu
- 2003: Zaginiona jako komisarz Sent (odc. 3, 4 i 7)
- 2003: Męskie-żeńskie jako Kot (odc. 3)
- 2004: Camera Café jako Bogdan (odc. 59)
- 2005–2006: Magda M. jako Eryk Osiadło
- 2005: Pitbull jako podkomisarz Krzysztof Magiera „Nielat”
- 2005–2007: Pitbull jako podkomisarz Krzysztof Magiera „Nielat”
- 2006: Emilka płacze jako asystent nauczyciela tańca
- 2006: Letnia miłość jako pomocnik sklepikarza
- 2007: Nightwatching jako Floris
- 2008: 0 1 0 jako Jacek, mąż Marty
- 2009: Grzeszni i bogaci jako Sofi la Busz-Forrester (odc. 2 – To – jako barman)
- 2010: Milion dolarów jako Walduś
- 2011: Trzy siostry T jako Robert
- 2011–2013: Głęboka woda jako Stefan
- 2012–2016: Pierwsza miłość jako Igor Kaczmarczyk
- 2013: W ukryciu jako pan Zygmunt
- 2013: Hotel 52 jako reżyser (odc. 80, 81 i 84)
- 2013: Czas honoru jako kapitan UB (odc. 75-77)
- 2014: Prawo Agaty jako Jan Tarski (odc. 55, 79)
- 2015: Ojciec Mateusz jako Roman Gluziński (odc. 171)
- 2015: Czerwony pająk jako patolog
- 2018: Pitbull. Ostatni pies jako Krzysztof Magiera „Quantico”
- 2018: Kler jako ksiądz Stanisław w latach 80 XX w.
- 2020: Archiwista jako Mirosław Strączek (odc. 1 i 2)
- 2020–2022: BrzydUla jako Mirosław
- od 2023: Leśniczówka jako gangster „Żaba”
- 2023: Przysięga Ireny jako Alex

## Dubbing
- 1989–2002: Owocowe ludki – narrator
- 2000: Spotkanie z Jezusem
- 2004–2006: Na górze i na dole
- 1992: Pinokio – narrator

## Dyskografia
- 2009: Karimski Club Herbert